# Santé à Macao

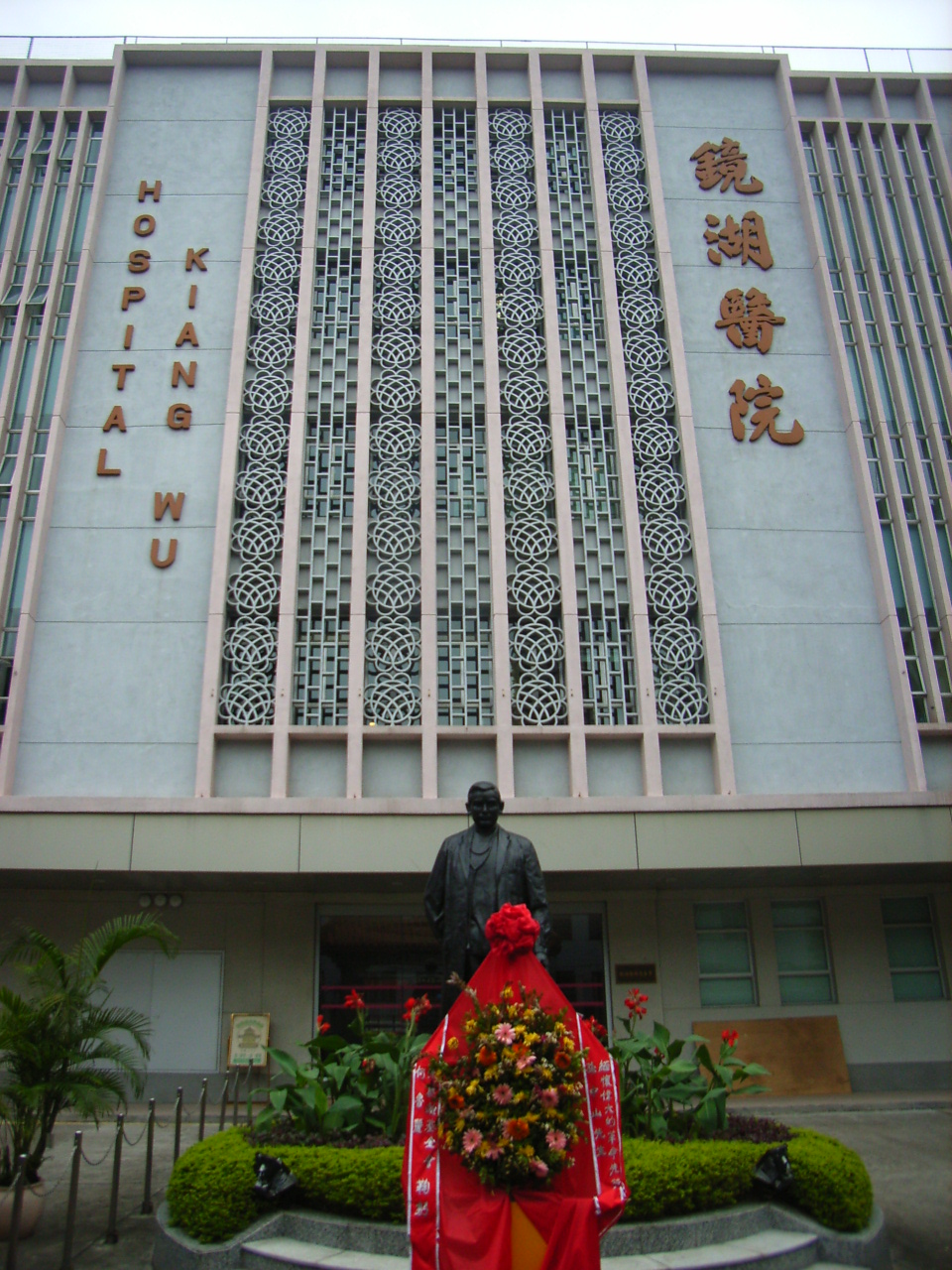
Hôpital Kiang Wu

Le gouvernement de la Région administrative spéciale de Macao, par l'intermédiaire du Département de la santé de Macao (sous réserve de la Direction des affaires sociales et de la Culture), assure la santé des citoyens.

## Présentation
Cela est possible grâce à la coordination des activités des entités publiques et privées dans le domaine de la santé, et de la prestation des soins de santé primaires et différenciés, et la mise en œuvre des mesures nécessaires pour prévenir les maladies et la promotion de la santé.
Le gouvernement de cette région chinoise à travers le Centre de prévention et de contrôle (Subordonné aux services de santé de Macao), s'occupe également de la surveillance épidémiologique, de l'éducation à la santé et à la promotion de la santé, de l'hygiène alimentaire, la prévention et le traitement de la tuberculose, le contrôle des vecteurs, l'hygiène environnemental, la santé ergothérapique et la vigilance sanitaire communautaire.
Selon les statistiques des Services de santé de Macao en 2005, chaque médecins et infirmiers de Macao servent respectivement 473 et 430 habitants, et chaque lit d'hôpital (à l'exclusion des lits de non-internement) servaient 496 personnes en moyenne. En 2005, le gouvernement de Macao a dépensé 1,56 milliard de Patacas, avec une augmentation de 20 % par rapport à l'année précédente (environ 1,3 milliard de patacas) dans le système de santé.
En 2007, Macao comptait 1226 médecins (en moyenne 2,3 médecins pour 1000 habitants), 1335 infirmiers (moyenne de 2,5 infirmières pour 1000 habitants) et 1014 lits d'hôpitaux disponibles (en moyenne près de 1,9 lits por 1000 habitants, c'est-à-dire, chaque lit sert pour 526 personnes). Bien que la moyenne pour le nombre de médecins et d'infirmières par tête est au-dessus de la moyenne mondiale (mais encore loin de la moyenne européenne), le nombre moyen de lits d'hôpitaux par tête est en revanche bien en dessous de la moyenne mondiale, qui est d'environ 3 lits pour 1000 habitants.
Le système de santé de Macao, en plus du manque de lits d'hôpitaux, est également confronté à plusieurs problèmes tels que la lenteur ou le retard des soins pour les patients et le manque de personnel qualifié dans certains départements et zones spécifiques de médecine
Les Services de santé Macao traitent et fournissent divers types de services de santé, qui sont actuellement fournis par les centres de santé dans les 7 centres de santé et 2 stations de santé publique en vigueur à Macao et principalement le Centre hospitalier Conde de São Januário l'unique hôpital public de Macao. Ce centre hospitalier, fondé en 1874 constitué  est actuellement composé de 4 blocs liés et un héliport, fournit des services médicaux gratuits pour tous les résidents de Macao. Plus concrètement, en 2005, il a administré des consultations externes de près de 251 000 personnes, les urgences à plus de 167 000 personnes, et l'internement de plus de 15 000 patients. En 2005, il était composé de 230 médecins, 532 infirmiers et 544 lits, 476 appartenant aux services d'hébergement.
En 2005, les centres de santé et les stations de santé publique, étaient composéd de 83 médecins et 130 infirmières et fournissaient des services à plus de 427 000 personnes, soit une augmentation de 0,37 pour cent par rapport à l'année précédente. Ces établissements offrent divers types de services de santé, en particulier la médecine buccale, l'éducation, la santé, la planification familiale et les soins de santé de l'enfant, scolaire, et grossesse et sur les adultes en général. Le Centre de santé de Fai Chi Kei possède également, depuis 1999, une clinique de médecine traditionnelle chinoise, qui a réuni en 2005, plus de 16 000 patients.
Outre le gouvernement, il existe également de nombreuses entités privées telles que l'hôpital Kiang Wu,le dispensaire du commerce, l'Association des cliniques de bienfaisance Tung Sin Tong ainsi que des cliniques privées, qui fournissent des services de santé. Plusieurs de ces entités, comme l' Hôpital Kiang Wu, qui reçoit le soutien financier du gouvernement et des associations locales. L'hôpital privé a été fondé par les Chinois en 1871, et continue d'être administré par des chinois, il est dépendant de l'Association de bienfaisance de l'hôpital de Kiang Wu. En 2005, il était composé de 237 médecins, 356 infirmières, 195 techniciens et 445 travailleurs à d'autres fonctions. L'hôpital dispose également d'un Centre médical à Taipa, construit en octobre 2005 qui sert principalement les habitants de Taipa.
A Macao, les principales causes de décès sont les maladies de Circulation sanguine (32,1 %), les tumeurs (28,2 %) et les maladies respiratoires (16,5 %) .